# Davis Cup 1965
In 1965 werd het toernooi om de Davis Cup  voor de 54e keer gehouden. De Davis Cup is het meest prestigieuze tennistoernooi voor landen dat sinds 1900 elk jaar wordt georganiseerd.
Australië won voor de 20e keer de Davis Cup door in de finale Spanje met 4-1 te verslaan.
De deelnemers strijden in drie verschillende regionale zones tegen elkaar. De winnaar van elke zone speelt het interzonaal toernooi. De winnaar daarvan speelt tegen de regerend kampioen om de Davis Cup.

## Finale
Australië -  Spanje 4-1 (Sydney, Australië, 27-29 december)

## Interzonaal Toernooi
|  | halve finale 17-19 augustus | halve finale 17-19 augustus |  |       | finale 5-7 november | finale 5-7 november |
|  |                             |                             |  |       |                     |                     |
|  |                             |                             |  |       |                     |                     |
|  | Spanje                      | 4                           |  |       |                     |                     |
|  | Verenigde Staten            | 1                           |  |       |                     |                     |
|  |                             |                             |  |       | Spanje              | 3                   |
|  |                             |                             |  | India | 2                   |                     |
|  | India                       |                             |  |       |                     |                     |
|  | bye                         |                             |  |       |                     |                     |

Eerst genoemd team speelt thuis

## België
België speelt in de Europese zone.
| datum      | tegenstander | uitslag | locatie | groep   | ronde    | winst/verlies |
| ---------- | ------------ | ------- | ------- | ------- | -------- | ------------- |
| 02-05-1965 | Chili        | 1-3     | thuis   | EUR udt | 1e ronde | v             |

België werd al in de eerste ronde uitgeschakeld.

## Nederland
Nederland speelt in de Europese zone.
| datum      | tegenstander | uitslag | locatie | groep   | ronde    | winst/verlies |
| ---------- | ------------ | ------- | ------- | ------- | -------- | ------------- |
| 02-05-1965 | Zuid-Afrika  | 0-4     | thuis   | EUR udt | 1e ronde | v             |

Nederland werd al in de eerste ronde uitgeschakeld.
| niveau 1 | niveau 2 | niveau 3 | niveau 4 | niveau 5 |

Algemeen · Opzet · Finales · Winnaars 
 België ·  Nederland ·  Aruba ·  Nederlandse Antillen 

1900 · 1901 · 1902 · 1903 · 1904 · 1905 · 1906 · 1907 · 1908 · 1909 · 1910 · 1911 · 1912 · 1913 · 1914 · 1915 · 1916 · 1917 · 1918 · 1919 · 1920 · 1921 · 1922 · 1923 · 1924 · 1925 · 1926 · 1927 · 1928 · 1929 · 1930 · 1931 · 1932 · 1933 · 1934 · 1935 · 1936 · 1937 · 1938 · 1939 · 1940 · 1941 · 1942 · 1943 · 1944 · 1945 · 1946 · 1947 · 1948 · 1949 · 1950 · 1951 · 1952 · 1953 · 1954 · 1955 · 1956 · 1957 · 1958 · 1959 · 1960 · 1961 · 1962 · 1963 · 1964 · 1965 · 1966 · 1967 · 1968 · 1969 · 1970 · 1971 · 1972 · 1973 · 1974 · 1975 · 1976 · 1977 · 1978 · 1979 · 1980 · 1981 · 1982 · 1983 · 1984 · 1985 · 1986 · 1987 · 1988 · 1989 · 1990 · 1991 · 1992 · 1993 · 1994 · 1995 · 1996 · 1997 · 1998 · 1999 · 2000 · 2001 · 2002 · 2003 · 2004 · 2005 · 2006 · 2007 · 2008 · 2009 · 2010 · 2011 · 2012 · 2013 · 2014 · 2015 · 2016 · 2017 · 2018 · 2019 · 2020-2021 · 2022 · 2023 · 2024 · 2025